# Africada velar sonora
A africada velar sonora é um tipo de som consonantal, usado em muito poucas línguas faladas. Os símbolos do Alfabeto Fonético Internacional que representam este som são ⟨ɡ͡ɣ⟩ e ⟨ɡ͜ɣ⟩, e o símbolo X-SAMPA equivalente é g_G. A barra de ligação pode ser omitida, resultando em ⟨ɡɣ⟩ no AFI e gG no X-SAMPA. 
A africada velar sonora não foi relatada como ocorrendo fonemicamente em qualquer idioma, mas é relatado como um alofone de /g/ (geralmente realizado como uma plosiva velar sonora) em alguns dialetos do inglês britânico.

## Características
- Sua forma de articulação é africada, o que significa que é produzida primeiro interrompendo totalmente o fluxo de ar, depois permitindo o fluxo de ar através de um canal restrito no local de articulação, causando turbulência.
- Seu local de articulação é velar, o que significa que se articula com a parte posterior da língua (dorso) no palato mole.
- Sua fonação é sonora, o que significa que as cordas vocais vibram durante a articulação.
- É uma consoante oral, o que significa que o ar só pode escapar pela boca.
- É uma consoante central, o que significa que é produzida direcionando o fluxo de ar ao longo do centro da língua, em vez de para os lados.
- O mecanismo da corrente de ar é pulmonar, o que significa que é articulado empurrando o ar apenas com os pulmões e o diafragma, como na maioria dos sons.

## Ocorrência
| Língua | Língua                 | Palavra | AFI      | Significado | Notas                                                         |
| ------ | ---------------------- | ------- | -------- | ----------- | ------------------------------------------------------------- |
| Inglês | Cockney amplo          | good    | [ˈɡ͡ɣʊˑd̥] | Bom         | Alofone ocasional de /ɡ/.                                     |
| Inglês | Received Pronunciation | good    | [ˈɡ͡ɣʊˑd̥] | Bom         | Alofone ocasional de /ɡ/.                                     |
| Inglês | Scouse                 | good    | [ˈɡ͡ɣʊˑd̥] | Bom         | Possível alofone de começo de sílaba e fim de palavra de /ɡ/. |